# The Pyramid at the End of the World
The Pyramid at the End of the World (traducido literalmente como La pirámide en el fin del mundo) es el séptimo episodio de la décima temporada de la serie británica de ciencia ficción Doctor Who. Está escrito por Peter Harness y Steven Moffat y fue transmitido el 27 de mayo de 2017, por el canal BBC One. "La pirámide en el extremo del mundo" recibió generalmente críticas positivas.
El Doctor (Peter Capaldi) investiga cómo apareció una misteriosa pirámide en Turmezistán durante la noche y se enfrenta a un antiguo enemigo listo para destruir a la humanidad. Es el segundo de tres episodios conectados llamados "Trilogía de los Monjes".

## Argumento
Una pirámide de cinco mil años aparece durante la noche en una zona disputada de Turmezistán por los ejércitos; estadounidenses, rusos y chinos. El Secretario General de las Naciones Unidas reclama al Doctor, como Presidente de la Tierra, para ayudar. El Doctor todavía está ciego ("Oxígeno"), un secreto que Bill desconoce.
Los Monjes, que ocupan la pirámide, hacen que cada uno relojes del mundo muestren una hora contando hasta la medianoche a la manera del Reloj del Apocalipsis. El Doctor tiene a los líderes militares que utilizan ataques coordinados contra los monjes, como una muestra de fuerza, pero los Monjes consiguen desviar sus golpes fácilmente. El doctor, Bill y Nardole pronto se unen a los líderes mientras negocian con los Monjes. Usando la máquina de simulación ("Extremis"), los Monjes muestran que la Tierra se quedará sin vida dentro de un año. Ofrecen a la humanidad su ayuda para detener un cataclismo catastrófico, pero solo si "consiente". El Doctor advierte que este consentimiento tendría consecuencias desconocidas pero eternas. El Secretario General ofrece su consentimiento, pero los Monjes lo desintegran, diciendo que lo había dado por miedo, no por "amor", ya que el miedo no da consentimiento.
El Doctor se da cuenta de que los Monjes están manipulándolos, haciéndoles creer que un desastre militar es inminente, y en su lugar sospecha que la amenaza es biológica. Él y Nardole encuentran varios laboratorios que realizan investigaciones con bacterias y anulan brevemente la visión de la cámara de vigilancia, la cual ha sido hackeada por los Monjes, para localizar el lugar exacto que está siendo observado por los monjes. Bill se queda atrás, mientras el Doctor y Nardole viajan en la TARDIS al laboratorio.
A través de una serie de eventos intrascendentes, dos científicos han creado accidentalmente una superbacteria capaz de destruir todos los organismos vivos, y está a punto de ser expuestos hacia la atmósfera. La TARDIS llega al laboratorio, pero el Doctor ordena a Nardole que vuelta por su seguridad, sin darse cuenta de que ha sido contagiado. Dentro de la TARDIS, Nardole se desmaya. Mientras tanto, Bill, en comunicación constante con el Doctor, se une a los líderes militares cuando se ofrecen a rendirse. Los Monjes los desintegran, considerando que actúan por estrategia. El Doctor, con la ayuda de Erica, una de los científicos, fabrica una bomba improvisada para esterilizar las bacterias y destruir el laboratorio. Sin embargo, se queda atrapado dentro, incapaz de ver una cerradura de combinación para liberarse o usar su destornillador sónico en la puerta, y no puede obtener la ayuda de Nardole ya que sigue inconsciente. Se ve obligado a admitir, ante la estupefacción de Bill, que está ciego.
Bill, que representa la autoridad del Doctor, ofrece su consentimiento a los Monjes, pidiendo a cambio que le devuelvan la vista. Los Monjes aceptan, pues este consentimiento vino de su amor para el Doctor. El Doctor recupera su visión y escapa del laboratorio, mientras que los Monjes afirman su control de la Tierra.

### Continuidad
- El Doctor vuelve a utilizar el título de "Presidente de la Tierra", que le concedieron en el episodio "Muerte en el cielo", requerido de manera urgente en tiempos de crisis.[2]

- El país ficticio de Turmezistan se introdujo previamente en "La invasión Zygon".[2]

- Tras ver las imágenes de la Tierra tras el cataclismo catastrófico, el Doctor dice que no es el primer planeta muerto que ve, esto hace referencia al episodio del Décimo Doctor "El planeta de los muertos", y el Primer Doctor "Los Daleks".